# ويلدفاير غيمز
ويلدفاير غيمز (بالإنجليزية: Wildfire Games)‏، هو مطور لألعاب الفيديو المستقلة الحرة، تأسس في الأصل كفريق لتعديل الألعاب سنة 2001، شعاره عبارة عن حرف صيني "火" (النار)، ويلدفاير غيمز طور لعبتين من نوع استراتيجية الوقت الحقيقي. بالإضافة لتطوير اللعبة، وضعت ويلدفاير غيمز محرك الألعاب بيروجينيسيس، يستعمل في لعبة 0 أي. دي. ومودات أخرى.

## التاريخ
ويلدفاير غيمز بدأت كمشروع لتعديل لعبة أيج أوف إمبايرز: 2. وكفكرة للتعديل، نشأت 0 أي. دي. كلعبة مستقلة، بسبب القيود المفروضة على لعبة أيج أوف إمبايرز

## الألعاب
| الإسم                                      | النوع                    | الحالة     |
| ------------------------------------------ | ------------------------ | ---------- |
| 0 أي. دي. الجزء الأول - تصعيد الإمبراطورية | استراتيجية الوقت الحقيقي | في التطوير |
| 0 أي. دي. الحزمة الموسعة                   | استراتيجية الوقت الحقيقي | مخطط له    |

## الجوائز
- أفضل 100 تعديل للألعاب المستقلة [5]

## روابط خارجية
الموقع الرسمي